# کن روزوال
 کن روزوال (انگلیسی: Ken Rosewall؛ زاده ۲ نوامبر ۱۹۳۴) یک تنیس‌باز اهل استرالیا است.